# تندیس بروس لی در هنگ کنگ

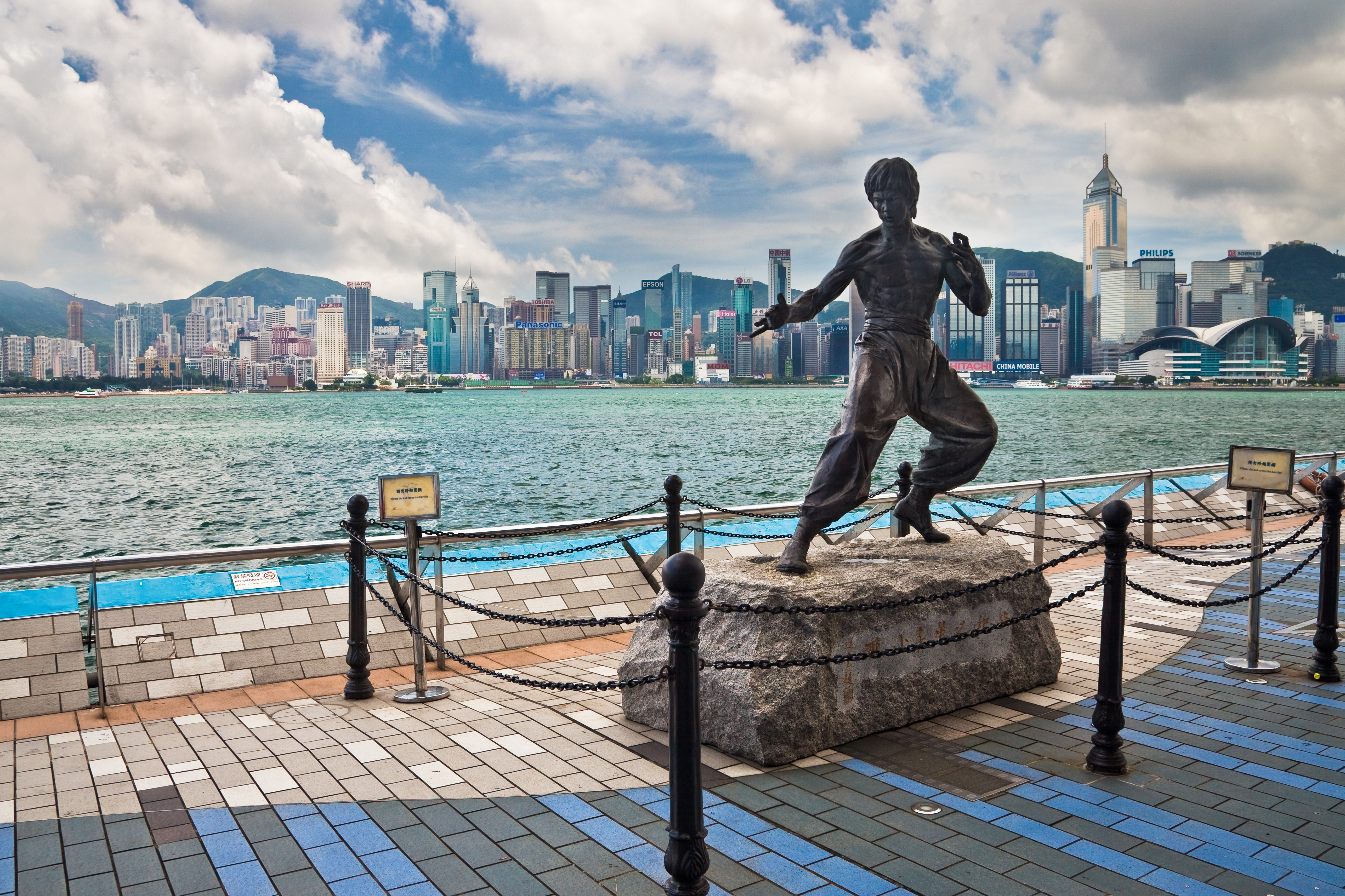
تندیس بروس لی در هنگ کنگ.

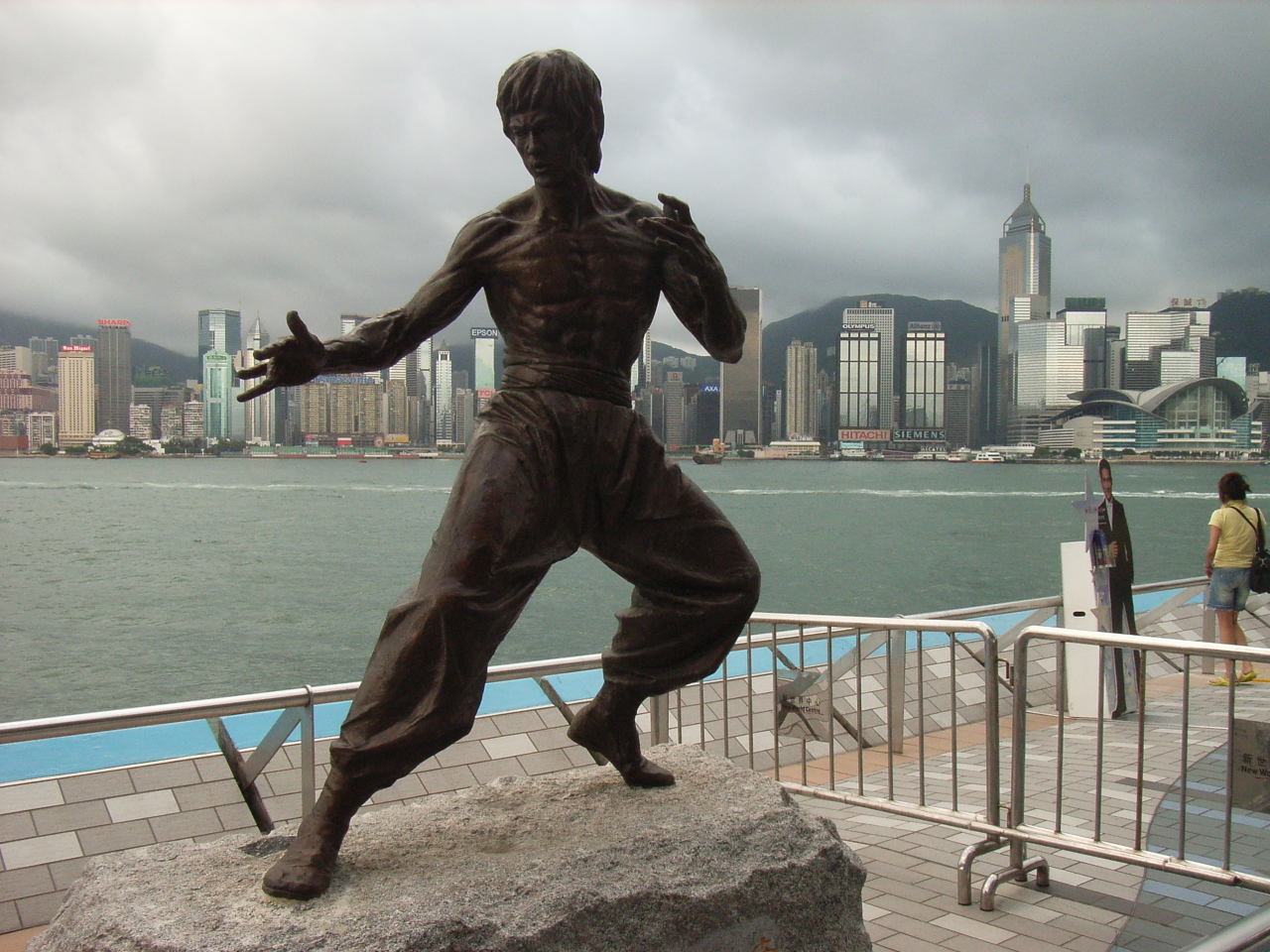
تندیس بروس لی در هنگ کنگ.

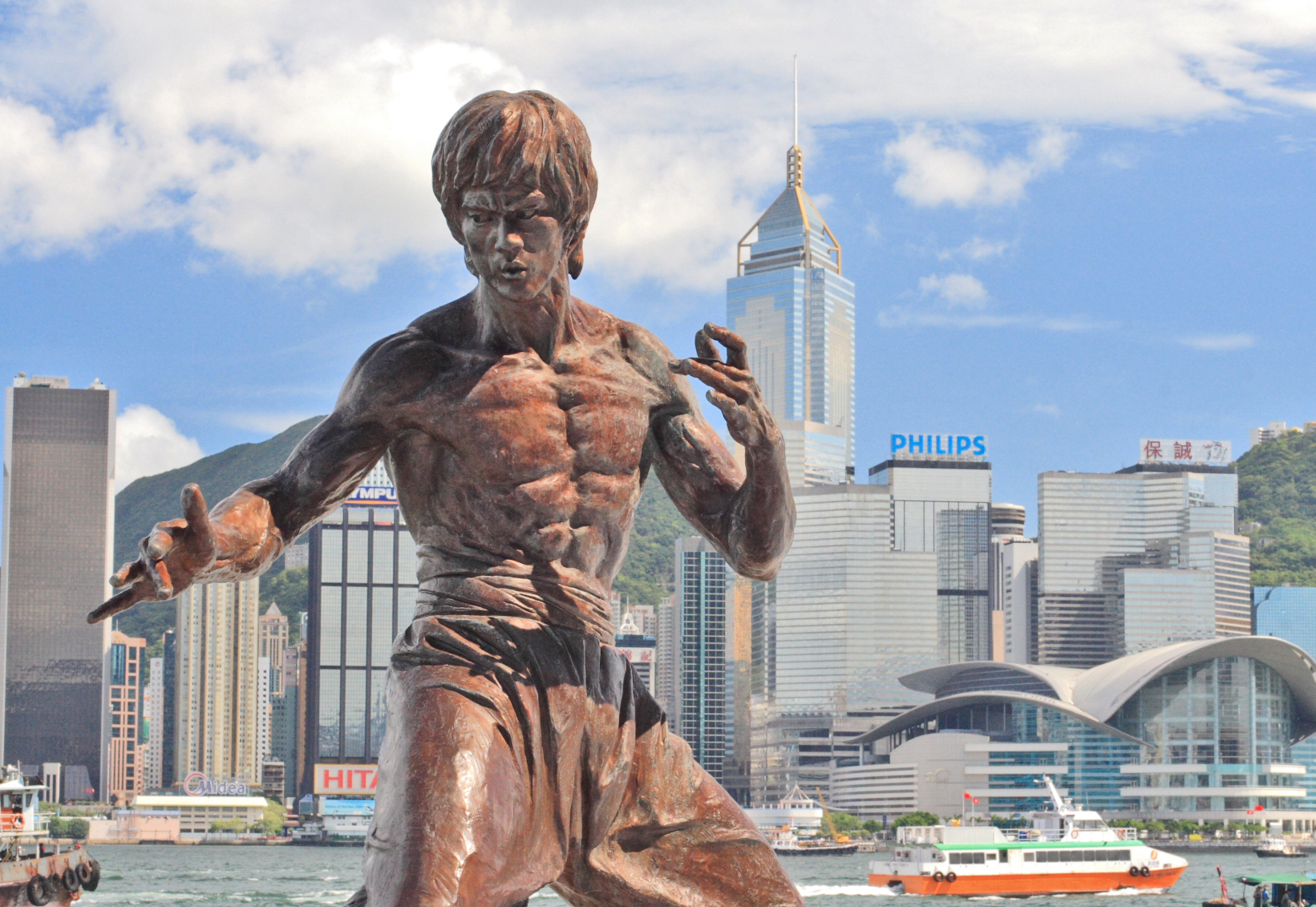
تندیس بروس لی در هنگ کنگ.

تندیس بروس لی مجسمه‌ای است که به افتخار استاد هنرهای رزمی و بازیگر مشهور بروس لی ساخته شده و در هنگ کنگ نصب گردیده است. در سال ۲۰۰۵ میلادی و به مناسبت شصت و پنجمین سالروز تولد بروس لی از این تندیس رونمایی شد.